# استاتیک کاربردی برای دانشجویان رشته‌های معماری و مهندسی عمران
استاتیک کاربردی برای دانشجویان رشته‌های معماری و مهندسی عمران کتابی از محمود گلابچی است که در سال ۱۳۸۵ منتشر و در مراسم کتاب سال جمهوری اسلامی ایران به‌عنوان کتاب برگزیده معرفی شد.